# نادي كان كلفادوس لكرة السلة
نادي كان كلفادوس لكرة السلة (بالفرنسية: Caen Basket Calvados)‏ هو فريق كرة سلة فرنسي تأسس في سنة 1959 يقع مقره في كاين.

## الإنجازات
إجمالي الألقاب: 3

### المحلية
- الدوري الفرنسي لكرة السلة الدرجة الأولى
  - الوصافة (2): 1977، 1979
  - الثالث (3): 1960، 1976، 1978
- الدوري الفرنسي لكرة السلة الدرجة الثانية
  - الفوز (2): 1965، 1970

### المنافسات الأوروبية
- كأس سابورتا
  - نصف النهائي (1): 1978

## وصلات خارجية
- الموقع الرسمي